# Conus vautieri
Conus vautieri is een zeeslakkensoort Conus, uit het geslacht Conus. De slak behoort tot de familie Conidae. Conus vautieri werd in 1845 beschreven door Kiener. Net zoals alle soorten binnen het geslacht Conus zijn deze slakken roofzuchtig en giftig. Zij bezitten een harpoenachtige structuur waarmee ze hun prooi kunnen steken en verlammen.